# Johannes Gerhardus Hamer
Johannes Gerhardus Hamer (Wijchen, 21 juli 1896 – 28 januari 1975) was een Nederlands politicus van de ARP.
Hij werd geboren als zoon van Hendrik Jan Hamer (1863-1952; rijksontvanger) en Gerritdina Harmina Oudenampsen (1864-1948). Na de hbs werd hij in 1915 gemobiliseerd en ruim drie jaar later was hij reserve eerste-luitenant. Van 1919 tot 1922 was Hamer werkzaam bij de Raad van de Arbeid in Goes en daarna werd hij volontair bij de gemeentesecretarie van Giethoorn. Vervolgens was hij werkzaam bij de gemeenten Staphorst, Veenendaal en Linschoten. Hamer was begin 1930 net begonnen als waarnemend gemeentesecretaris van Oudenrijn toen hij benoemd werd tot burgemeester van Oud-Vossemeer. Vier jaar later volgde zijn benoeming tot burgemeester van Genemuiden. In 1943 werd hij ontslagen maar na de bevrijding in 1945 kon hij terugkeren in zijn oude functie. Hamer ging in 1961 met pensioen en overleed in 1975 op 78-jarige leeftijd.